# Edgar Schwörbel
Edgar Schwörbel (* 14. Dezember 1915 in Wien; † vor 1984) war ein deutscher Diplomat. Er war von 1968 bis 1971 Botschafter der Bundesrepublik Deutschland in Honduras.

## Leben
Sein Vater war Heribert Otto Paul Schwörbel und sein älterer Bruder Herbert Schwörbel. Edgar Schwörbel wurde Anfang 1954 zum Oberregierungsrat in Berlin ernannt. 1962 erschien im Wörterbuch des Völkerrechts Band 3 sein Beitrag zu Tibet zu dem Schröbel als deutscher Diplomat im Fernen Osten und anerkannter Völkerrechtler vorgestellt wurde.
1966 war Schwörbel Edgar Vortragender Legationsrat I. Klasse und Leiter des Referates Portugal, Spanien, Heiliger Stuhl, Griechenland, Türkei, Zypern, Malta, Nordische Staaten, Österreich, Schweiz, Malteser Orden im Auswärtigen Amt.
Zur Unterstützung des Kolonialkriegs, den das Regime von António de Oliveira Salazar in Angola führte, hatten die deutschen Bundesregierungen Waffen der Bundeswehr, wie Republic-F-84-Flugzeuge, ausmustern lassen und über VEBEG Verwertungsgesellschaft für bundeseigene Güter und Samuel Cummings, Interarms in die kolonialen Krisengebiete liefern lassen. Diese Waffenhilfe war weder öffentlichkeitswirksam, noch hatte sie eine gesetzliche Grundlage im Deutschen Bundestag erhalten. Vom 20. bis 24. November 1967 war Schwörbel an den Verhandlungen mit dem portugiesischen Verteidigungsminister Manuel Gomes de Araújo (1962–1968), über das Fortführen der Militärkooperation zwischen den Streitkräften Portugals und der Bundeswehr, beteiligt. Von den Vertretern der Bundesregierung wurde vorgebracht, zu einer Überprüfung der militärischen Vorhaben in Portugal gezwungen zu sein. Auf der Beja Airbase sollten etwa 150 Luftwaffenangehörige und 150 portugiesische Hilfskräfte stationiert werden. Ein Fernmeldezentrum sollte in Évora errichtet werden. Die Regierung der BRD hatte bis dato für 750 Millionen Deutsche Mark Rüstung in Portugal gekauft, womit der Bedarf gedeckt sei. Die Lieferungen der Bundeswehr für die portugiesischen Streitkräfte seien in der Vergangenheit sehr erheblich gewesen und zu günstigen Bedingungen und Preisen. Die Bundesregierung habe deshalb politische Schwierigkeiten gehabt und sei deshalb auch in der Zukunft nicht völlig frei bei der Entscheidung über weitere Lieferungen.
In Edgar Schwörbels Amtszeit als Botschafter in Honduras fand in der Woche des 14. Juli 1969 ein Krieg zwischen Honduras und El Salvador statt.